# Villkorlig frigivning
Se även villkorlig dom.
Villkorlig frigivning innebär att en person som dömts till fängelse friges på prov före strafftidens slut.

## I Sverige
Den dömde ska friges villkorligt när två tredjedelar av ett tidsbestämt straff avtjänats, förutsatt att den dömde har avtjänat minst en månads fängelsestraff. Fängelsestraff kortare än en månad har ingen villkorlig frigivning. Finns det synnerliga skäl mot villkorlig frigivning ska den skjutas upp. Vid bedömningen av om det finns synnerliga skäl mot villkorlig frigivning skall det särskilt beaktas om den dömde på ett allvarligt sätt har brutit mot de föreskrifter och villkor som gäller för verkställigheten. Villkorlig frigivning får inte ske från fängelse som har dömts ut enligt 28 kapitlet 3 §, det vill säga ett fängelsestraff i kombination med skyddstillsyn, eller från ett förvandlingsstraff för böter.
Efter den villkorliga frigivningen gäller enligt brottsbalken 26 kap 10 § en prövotid som motsvarar den strafftid som återstår vid frigivningen, dock minst ett år.